# Stadtwaldhaus (Krefeld)

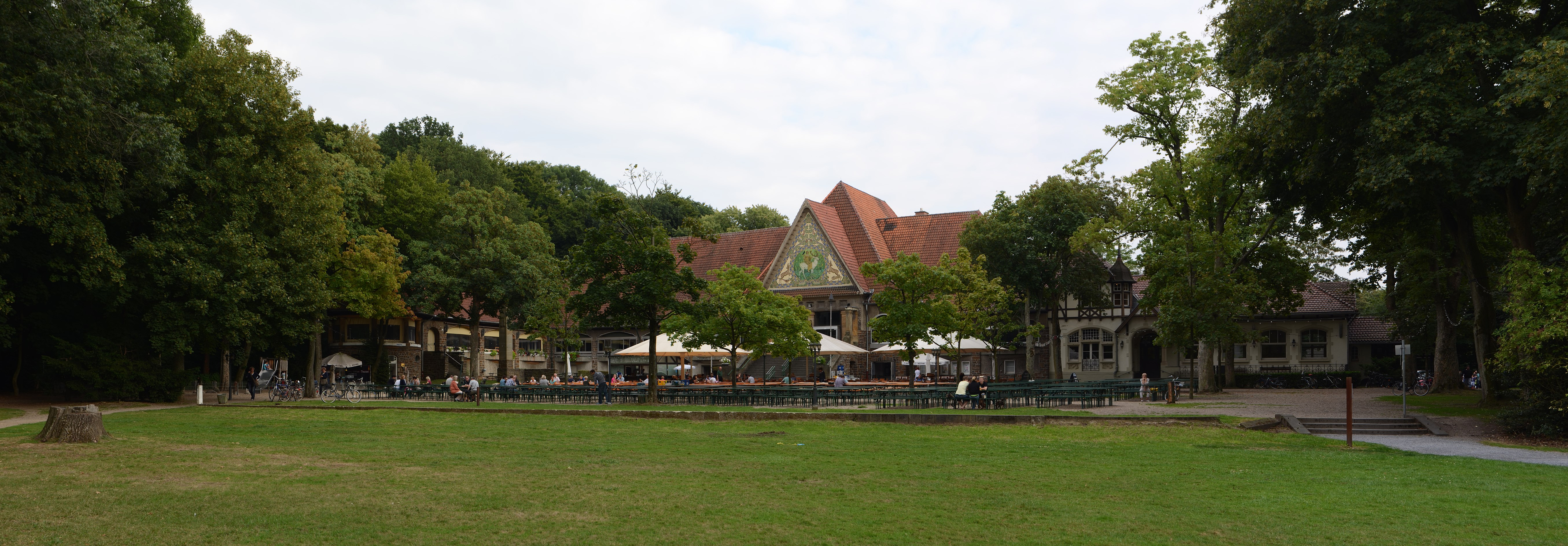
Gesamtansicht mit Hauptfassade an der Gartenseite, 2013

Das Stadtwaldhaus ist eine Gaststätte und ein Baudenkmal im Krefelder Stadtwald an der Hüttenallee 108 in Krefeld-Bockum.

## Geschichte

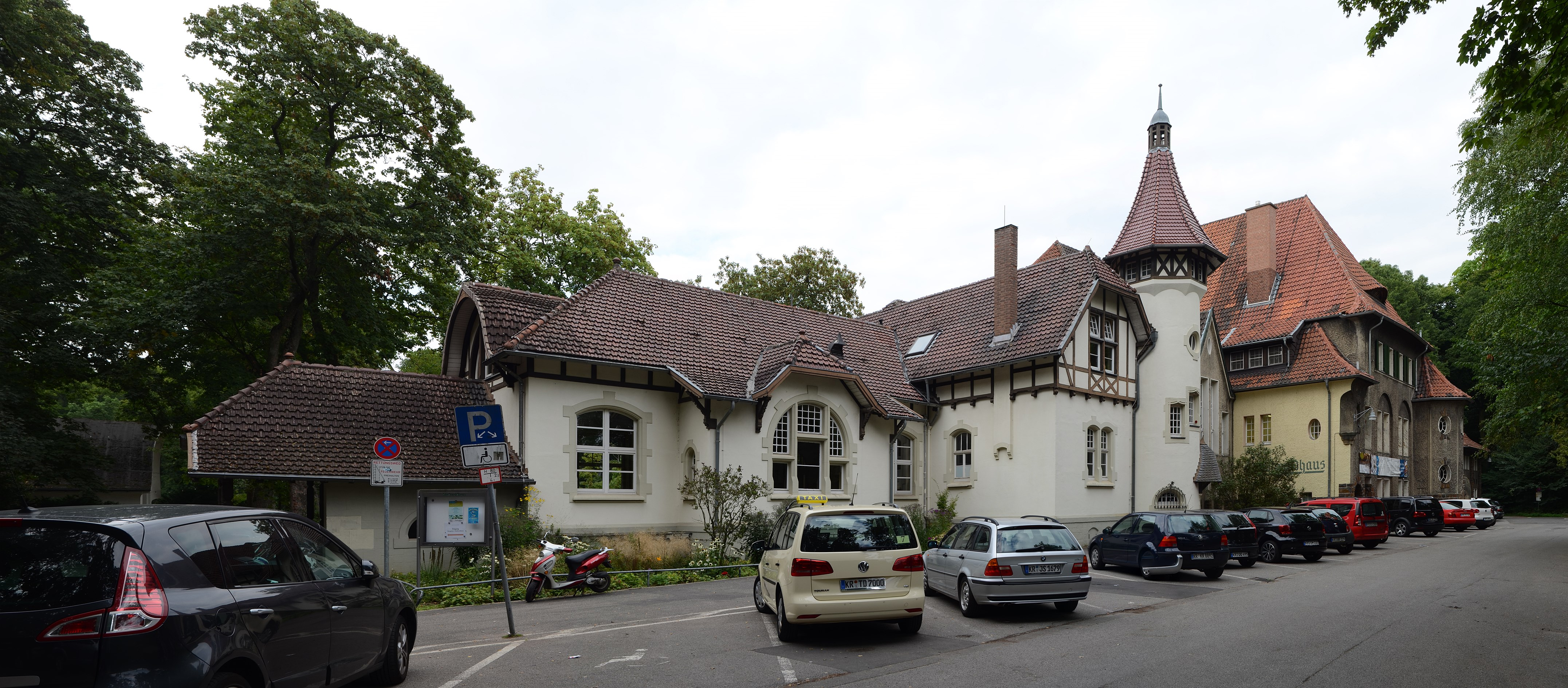
Ansicht mit Altbau von 1901/1902 (links) und Anbau von 1910/1911 (rechts)

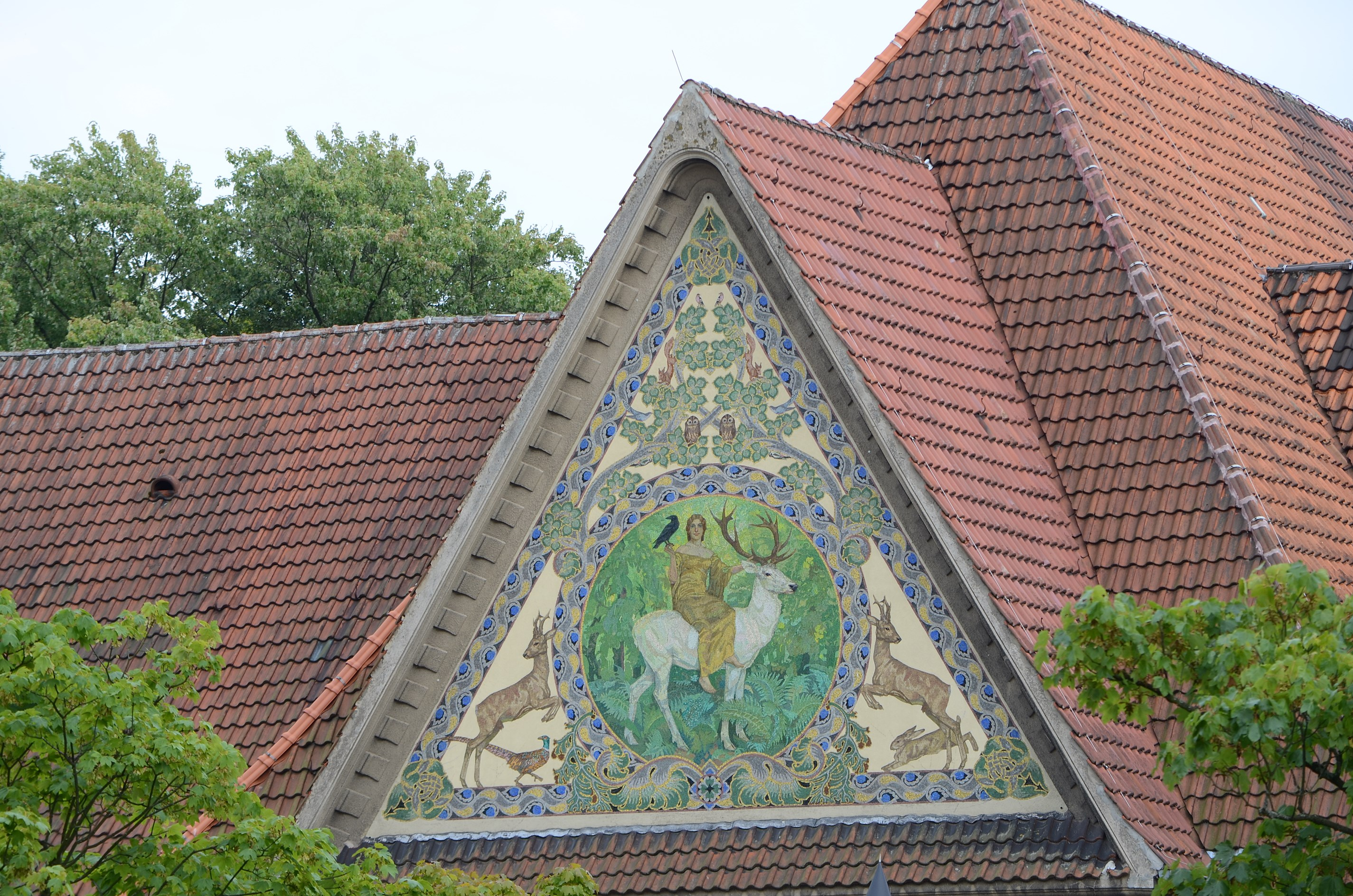
Giebelmosaik von Adolf Münzer

Als Restaurant „Waldschänke“ und Kurhaus wurde der erste Teil des heutigen Gebäudekomplexes 1901/1902 nach Plänen des Architekten Hermann Bergerfurth (1874–1909) zur gastronomischen Ausstattung eines von Fritz Rosorius (1845–1906) entworfenen Landschaftsparks erbaut. Grundlage war eine Schenkung des Krefelder Seidenbarons Wilhelm Deuß. Der Stifter Wilhelm Deuß und der Krefelder Bürgermeister Ernst Küper eröffneten das Gebäude am 8. Juli 1902. Nach einer weiteren Stiftung von Deuß konnte die Anlage in den Jahren 1910/1911 durch einen Anbau mit Veranstaltungssälen und Terrasse beträchtlich erweitert werden. Die Pläne hierzu lieferte der Jugendstil-Architekt Georg „Jörg“ Bruggaier (1878–1951), der kurz zuvor auch das Klärwerk Krefeld entworfen hatte. Gestalterische Markenzeichen des Anbaus sind das voluminöse Walmdach mit Fledermausgauben und der zentrale Dreiecksgiebel an der Nordseite. Das Giebelfeld schmückt ein monumentales Jugendstil-Mosaik von Adolf Münzer, das die Göttin Artemis (Diana) auf der Kerynitischen Hirschkuh mit einem schwarzen Raben zeigt.
Nachdem das Gebäude während des Zweiten Weltkriegs als provisorische Kaserne der Wehrmacht sowie danach zu Kriegsende und in der Nachkriegszeit als Quartier und Kasino der US Army genutzt worden war, konnte es ab 1947 wieder seinem ursprünglichen Zweck dienen. 1959 widersetzten sich Krefelder Bürger planerischen Erwägungen der Stadtverwaltung, das Gebäude zugunsten des Neubaus einer Stadthalle abzureißen. Nach verschiedenen Modernisierungen in den 1960er und 1970er Jahren fand seit Anfang der 1990er Jahre in enger Zusammenarbeit mit städtischen Dienststellen sukzessive eine Renovierung und Restaurierung statt. Seit dem 13. August 1984 steht die Anlage unter Denkmalschutz. Seit 2020 stehen weitere Maßnahmen zur Sanierung des Baudenkmals an.